# 삽교호
삽교호(揷橋湖, Lake Sapkyo)는 충청남도 당진시 신평면과 아산시 인주면 경계에 있는 삽교천 하구에 위치한 호수이다. 삽교호의 기원이 되는 삽교방조제는 1979년 10월 26일에 완공하였다. 삽교호는 대한민국 최대 규모의 간석지 담수호이며, 최대 수용 가능 담수량은 약 8만 4천 톤이다.

## 같이 보기
- 당진시
- 아산시
- 삽교천
- 삽교방조제
- 당진 삽교호 놀이공원